# Aphanicercella bifurcata
Aphanicercella bifurcata är en bäcksländeart som beskrevs av Barnard 1934. Aphanicercella bifurcata ingår i släktet Aphanicercella och familjen Notonemouridae. Inga underarter finns listade i Catalogue of Life.